# D-D-Don't Don't Stop the Beat (album)
D-D-Don't Don't Stop the Beat er Junior Seniors første album fra 2002, som de fik stor succes med. Det solgte 14.000 eksemplarer.

## Spor
1. "Go Junior, Go Senior" – 2:56
2. "Rhythm Bandits" – 2:48
3. "Move Your Feet" – 3:01
4. "Chicks and Dicks" – 2:32
5. "Shake Your Coconuts" – 2:26
6. "Boy Meets Girl" – 3:46
7. "C'mon" – 3:11
8. "Good Girl, Bad Boy" – 2:37
9. "Shake Me, Baby" – 3:38
10. "Dynamite" – 2:56
11. "White Trash" – 3:01